# JGA: Jasmin. Gina. Anna.
JGA: Jasmin. Gina. Anna. ist eine deutsche Filmkomödie aus dem Jahr 2022 von Alireza Golafshan, der auch das Drehbuch schrieb.

## Handlung
Die drei Singles Jasmin, Gina und Anna wollen auf Ibiza den Junggesellinnenabschied ihrer Freundin Helena feiern. Die weiteren Freundinnen der zukünftigen Braut müssen aufgrund ihrer erkrankten Kinder absagen. Da Helena aber schwanger ist, verlässt sie ihren JGA noch in den ersten Stunden. Nach ihrem ersten Vorhaben, das Hotel und den Flug zu stornieren, beschließen Jasmin, Gina und Anna dann doch, nur zu dritt zu fliegen. Auf Ibiza treffen sie auf Jasmins Ex-Freund Tim, der von seinen Freunden Simon, Stefan und Django mit einem Junggesellenabschied auf Ibiza überrascht wurde. Jasmin trauert Tim, der die Beziehung vor acht Jahren beendete, immer noch hinterher, was ihrer Freundin Gina überhaupt nicht gefällt. Um ihr Gesicht zu wahren behaupten die Freundinnen daher, dass Jasmin die Braut ihres JGAs sei und einen gewissen „Philip“ heiraten werde.
Als sie im Hotel einchecken wollen, bekommen sie zu ihrem Entsetzen die Info, dass die anfängliche Stornierung nicht rückgängig gemacht werden konnte und die Zimmer nur noch zu deutlich höheren Preisen zu haben wären. Zu allem Ärger wird ihnen wenig später ihr Gepäck geklaut. Nur mit dem wenigen Handgepäck und ohne Obdach beschließen sie trotzdem, den Trip zu genießen. Sie übernachten auf einem Spielplatz, in dessen Nähe Gina mit Drogendealern Streit sucht. Am nächsten Morgen haben sie als Lebensmittel lediglich Annas Tabletten, die Nebenwirkungen von Alkoholkonsum lindern sollen. Daher zieht es die drei eher zufällig zu Tim und seinen Jungs, die eine Finca gemietet haben.
Stefan ist gegen die Idee, den dreien Obdach zu gewähren, muss sich dann allerdings den drei anderen Männern beugen. Sie beschließen, gemeinsam einen Club zu besuchen. Als Gegenleistung für die kostenlosen Tickets für den Nobel Club sollen die Frauen Drogen besorgen. Da sich Gina allerdings mit den Drogendealern am vorherigen Abend verscherzt hat, erhalten sie keine Drogen. Daher beschließen sie, Annas Tabletten bei den Jungs als Drogen auszugeben und shoppen mit den 400 Euro, die Stefan ihnen für die Drogen gab. Die anderen warten in einem Restaurant auf sie. Als Anna und danach Stefan die vermeintlichen Drogen konsumieren, reagiert letzterer allergisch und muss ins Krankenhaus. Tim und Jasmin, die zu diesem Zeitpunkt woanders im Restaurant waren, vermuten, dass ihre Freunde bereits in den Club gegangen sind. Da beide keine Lust auf den Club haben, verbringen sie die Nacht zusammen.
Im Krankenhaus erhält Stefan die Diagnose, dass er allergisch auf die vermeintlichen Drogen reagiert hat, und Simon und Django werden über die falschen Drogen von Gina und Anna aufgeklärt. Zurück in der Finca erwischen Gina und Anna Jasmin und den schlafenden Tim zusammen im Bett. Jasmina beteuert, dass sie keinen Sex hatten. Als Jasmin ihren Freundinnen hoffnungsvoll andeutet, sie und Tim hätten noch eine Chance, gibt sich Gina am Telefon als krebskranker Philip aus, um ihre Freundin vor einem weiteren Fehler zu bewahren. Da das Gespräch über Lautsprecher geführt wurde, bekommen es alle Anwesenden mit, woraufhin Tim, der zuvor Zweifel an seiner Verlobung geäußert hat, die Fina verlässt. Jasmin folgt Tim und gesteht, dass Philip überhaupt keinen Krebs habe und das Zusammentreffen von Jasmin und Tim auf Ibiza ein Zeichen sei. Tim versteht sie allerdings falsch und denkt, sie hätte alles inszeniert, um einen Grund zu haben, ihm nach Ibiza zu folgen. Ihre Erklärungsversuche gehen jedoch im Streit unter. Tim erklärt sie für verrückt und sagt, er sei sich nicht sicher, ob er sie überhaupt jemals geliebt habe.
Am selben Tag werden die drei Frauen von der Polizei kontaktiert, dass man ihr Gepäck gefunden hätte. Auf der Wache kommt es dann zum Eklat zwischen Jasmin und Gina, die sich gegenseitig Vorwürfe machen, warum sie Single sind. Die drei Freundinnen kehren daraufhin in ihren Alltag zurück.
Am Tag von Helenas Hochzeit ist Jasmin mit ihrer Aufgabe als Trauzeugin überfordert und wird von den anwesenden Gästen als Mädchen für alles ausgenutzt. Tim, der kurzfristig als Fotograf einspringen musste, beichtet sie, dass sie immer dachte, dass sie der Grund war, dass die Beziehung nicht hielt, sie das nun allerdings anders sieht. Sie rät ihm, schleunigst seine Verlobte zu heiraten, da er seine Zweifel bezüglich der Hochzeit inzwischen nicht geklärt, sondern stattdessen die Hochzeit um ein Jahr verschoben hat. Als Jasmin während eines Partnertanzes auf ein Mädchen aufmerksam wird, das alleine an einem Tisch sitzt und daher vermutet, dass sie Single ist, wirft sie ihr die gleichen Vorwürfe um die Ohren, die auch sie ständig, unter anderen von Gina, hören musste. Über ein Mikrofon hören ihre Worte jeder im Saal. Später verletzt sie sich an einem gesprungenen Weinglas und muss ins Krankenhaus.
Einer der Sanitäter ist Django, daher dürfen Anna und Simon, die zwischenzeitlich ein Paar geworden sind, Jasmin begleiten. Auf dem Weg zum Krankenhaus gabeln sie noch Stefan auf und retten ihn aus einem Date. In den OP darf Jasmin allerdings nur von einer Person begleitet werden. Sie entscheidet sich für Gina, die dem Krankenwagen heimlich gefolgt ist, obwohl die beiden seit Ibiza keinen Kontakt mehr hatten und Gina sie bei WhatsApp geblockt hatte.
Nach der OP gibt Gina bekannt, dass sie einen Freund hat. Sie bietet Jasmin an, sie nach Hause zu bringen, doch Jasmin will lieber zu Fuß gehen. Daher fährt Gina mit ihrem Freund alleine weg. Auf dem Heimweg unterhält sich Jasmin mit einem Mann, der sich ihr als Philip vorstellt, woraufhin sie loslachen muss.

## Hintergrund
Gedreht wurde in München und auf Ibiza. Seinen Kinostart feierte der Film am 24. März 2022.

## Rezeption
„Eine überdreht-formelhafte Beziehungskomödie mit deutlichen Längen, die zwar viele humoristische Funken aus den Lebenslügen der Beteiligten schlägt, aber die vielversprechende Ausgangskonstellation mit zu vielen Nebensträngen belastet.“

„Ein Mädelsabend, bei dem auch die Jungs ihren Spaß haben – komisch und ehrlich zugleich.“

Cinema schreibt außerdem, dass dem Filmstab eine „erstaunlich originelle Komödie geglückt“ sei. Axel Stein und Trystan Pütter werden als „spielfreudiges Ensemble“ bezeichnet.
Zeit Online schreibt, dass die Komödie „nicht platt und peinlich, sondern wirklich lustig und ein bisschen tiefsinnig“ sei.
Die Süddeutsche Zeitung lobt Regisseur und Drehbuchautor Alireza Golafshan, der „ein gutes Gespür für Pointen, Timing und die notwendige Portion Absurdität“ hätte. Ihm gelingt es, „ein Bild von all jenen Single-Frauen, die Angst vorm Alleinsein und der Unsichtbarkeit des Alters haben, sowie von verunsicherten Männern, die sich über ihr Jahresgehalt definieren“ zu zeichnen.
In der Internet Movie Database hat der Film bei über 350 Stimmabgaben eine Wertung von 5,3 von 10,0 möglichen Sternen (Stand: August 2024).